# کاستلینو دل بیفرنو
کاستلینو دل بیفرنو (به ایتالیایی: Castellino del Biferno) یک کومونه در ایتالیا است که در استان کامپوباسو واقع شده‌است.

## خصوصیات
کاستلینو دل بیفرنو ۱۵٫۴ کیلومترمربع مساحت و ۵۷۵ نفر جمعیت دارد و ۴۵۰ متر بالاتر از سطح دریا واقع شده‌است.